# スティッキーバン

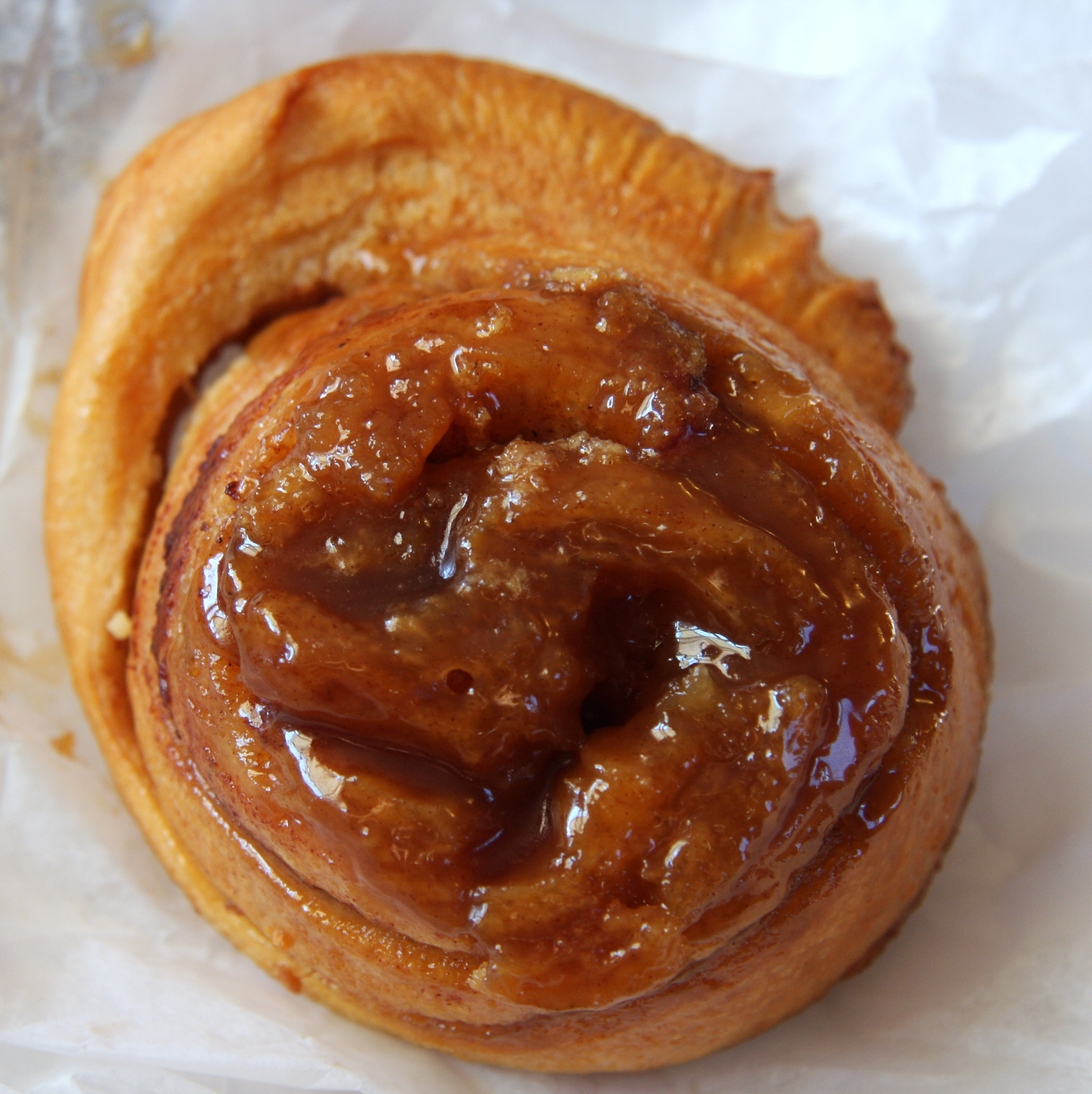
キャラメルロール

スティッキーバンズ（英: Sticky buns）は、一般的に粗糖やシナモンを含んだ酵母生地を巻いた断片から成っているデザートの種類または朝食用のスイートロールであり、焼くのに使うフライパンに対応して平たい形のローフを同時に密着させている。パン生地をフライパンに入れる以前に、より多くのナッツやレーズン、時にはバターだけではなく粗糖や蜂蜜（もしくは両方）のような「粘着性のある」材料もかけていく。焼成後にバンズをひっくり返して、バンズの底部が上に向くようにする。しかしながら、市販されているスティッキーバンは通常アルミ製のローフ型で焼かれているため、バンズを覆うトッピングが可能となり、全体的に粘り気のある食感になっている。バンズを焼くというのは無益な労力になることがよくあるが、およそ一人前の食事として取り除くことが可能ではある。
スティッキーバンズは中世の時代から摂取されており、その当時はシナモンが主流の材料であった。
またスティッキーバンズはゲルマン民族が起源とされており、元来は「シュネッケン（Schnecken）」として知られている。ペンシルベニア・ダッチ人はアメリカ合衆国にシュネッケンを持ち込んだ。18世紀のドイツ開拓移民（ペンシルベニア・ダッチ人など）がどこへ行こうとも、スティッキーバンは多くの文化的特徴が姿を消した後も長く残り続けているのである。
ベネズエラには、スティッキーバンズと非常によく似ている「ゴルフィード」と呼ばれているバンズがある。両者の主な違いは上に乗っている挽いた生チーズがバンズに独特の甘みと塩気を与えていることである。